# Mattia Palumbo
Mattia Palumbo (Roma, 23 settembre 2000) è un cestista italiano.
Grande tiratore da 3 punti e super passatore, puo’ ricoprire tutti i ruoli degli esterni, ma è nel ruolo di play/guardia.

## Carriera
Compie il suo percorso giovanile alla Stella Azzurra Roma, con la quale vince due scudetti Under 15 Eccellenza nel 2014 (giocando sotto età) e 2015 quando è inserito nel miglior quintetto grazie alla doppia-doppia di media (14,8 punti + 11,3 rimbalzi).
Esordisce in Serie B a soli sedici anni e, in seguito, conquista tre medaglie di bronzo alle Finali Nazionali U16 ed a quelle U20 Eccellenza e U18 Eccellenza.
Nell’estate 2017 si trasferisce a Treviglio dove gioca per tre stagioni con la "Blu Basket"; in particolare nella stagione 2019-2020 realizza 9 punti di media in 27 minuti, 6 rimbalzi e 2,5 assist.
Nell’estate del 2020 è ingaggiato dalla "Fortitudo Bologna", con la quale disputa nove partite in Serie A1, realizzando 3.7 punti e 3 rimbalzi di media ed esordiendo in Champions League.
Nell’estate 2020 approda a Scafati in A2 prima di spostarsi, nella stagione successiva, a Forlì dove disputa un ottimo campionato da 9.4 punti di media, 6.8 rimbalzi e 2.6 assist per partita.
Nel 2022 arriva a Udine dove realizza 4 punti e 1,5 assist di media tra stagione regolare e playoff.
Nel 2023 si sposta a Cento dove gioca come play titolare 41 partite, registrando 10.8 punti, 6.2 rimbalzi e 3.1 assist per match.
Nell'estate 2024 firma un contratto biennale con la Scaligera Verona nella quale indossa la maglia n. 12.
Il 2 gennaio 2025 risulta uno dei componenti del miglior quintetto della Serie A 2 per i fan della Lega Nazionale Pallacanestro su Instagram Stories.
Il 7 luglio 2025 la Tezenis Verona comunica di aver rescisso consensualmente il contratto con lui per la stagione 2025-26.
Il 10 luglio 2025 la Sebastiani Rieti comunica di aver raggiunto un accordo con lui fino al 30/06/2027. Indosserà la canotta n. 5.

## Nazionale
Vanta una lunga esperienza in maglia azzurra.
Tra il 2015 ed il 2016, colleziona 18 presenze in azzurro con la Nazionale Under 16.
Nel 2017 è uno dei leader della Nazionale Under 18 con la quale disputa l'Europeo di categoria e nel 2018 vince la medaglia di Bronzo al prestigioso “Albert Schweitzer Tournament” di Mannheim, segnando 32 punti.
Nel maggio 2018 è convocato ad un raduno della nazionale A da coach Sacchetti.
Agli Europei Under 20 del 2019 realizza 6 punti e 4.6 rimbalzi di media in 16 minuti, tirando con il 42% da tre.
Nel luglio 2022 è il capitano della Nazionale Sperimentale Under 23 che disputa a Toronto il GLOBL JAM.
Nell'estate 2024 è inserito nella long list della Nazionale Senior di Coach Pozzecco che si è radunata a Trento per preparare il Torneo Preolimpico.